# Napoleone Orsini (cardeal)
Napoleone Orsini (1263 – 24 de março de 1342) foi um cardeal romano. Sua carreira eclesiástica durou 57 anos, 54 deles como cardeal, e incluiu seis conclaves.

## Biografia
Filho de Rinaldo Orsini, irmão do Papa Nicolau III, ele tinha o nome de um parente seu que foi milagrosamente restaurado à vida quando criança por São Domingos, que lhe devolveu a vida após uma queda desastrosa de seu cavalo.
Ordenado sacerdote em 1285, foi imediatamente nomeado capelão papal pelo Papa Honório IV, da família Savelli. Sua ascensão continuou muito rápida e, em três anos, em 1288, foi criado cardeal-diácono pelo Papa Nicolau IV com o título de S. Adriano al Foro. No final do século XIII, encomendou a capela de São Nicolau na basílica inferior de Assis para o sepultamento de seu irmão.
Celestino V criou-o protetor dos “pobres eremitas do Senhor Celestino”, juntamente com a “aprovação oral da intenção dos “espirituais” (uma fração dos frades menores da Itália central) de se constituírem como uma comunidade religiosa autônoma, livre da disciplina da ordem dos frades menores”.
Sob o pontificado de Bonifácio VIII, demonstrou suas habilidades diplomáticas e foi nomeado legado papal em Spoleto e Ancona. Em 1301, com uma jogada inteligente, conseguiu retomar a cidade de Gubbio à força. Adversário da família Colonna, foi protagonista da cruzada promovida pelo papa.
Em 1306 foi nomeado arcipreste da Basílica do Vaticano, cargo que ocupou até sua morte.
No mesmo ano, em abril, foi novamente nomeado legado papal, com amplos poderes em toda a Itália. O primeiro objetivo da legação: impor-se às facções e pacificar Bolonha, Forlì e a Romagna em geral. Em Bolonha, era necessário encontrar um acordo entre as duas famílias, os Geremei e os Lambertazzi, que competiam pelo controle da cidade. Em março, a família Geremei (guelfos puros) derrotou os Lambertazzi (que governaram a cidade com os complacentes gibelinos) e tomou o poder. Em Forlì, era necessário restaurar a calma após o ferimento e a expulsão do reitor papal Rinaldo da Concorezzo pelos seguidores de Scarpetta Ordelaffi em 1302. De fato, os gibelinos Ordelaffi, após a morte de Maghinardo Pagani no ano seguinte, estavam agora derrotando a resistência das famílias adversárias e estavam prestes a retomar o controle da cidade.
Desde suas primeiras decisões, porém, Orsini foi acusado não de ser super partes, mas de estar do lado dos gibelinos (por exemplo, foi acusado de manobrar secretamente para restaurar o poder da família Lambertazzi). Na noite de 22 de maio de 1306, a Sociedade dos Açougueiros atacou o palácio do bispo, residência do Legado. Orsini teve que fugir de Bolonha; primeiro refugiou-se em Ímola e, depois de uma parada em Faenza, foi para Forlì.
Em Ímola e Forlì, Orsini estava seguro: ambas as cidades estavam em mãos gibelinas. Em 22 de junho, um mês após o ataque ao palácio, ele proclamou um interdito sobre Bolonha a partir de Ímola. Em julho de 1307, Bolonha pediu paz para que o interdito fosse revogado; a Prefeitura de Florença se ofereceu para atuar como mediadora. O interdito foi levantado; posteriormente, Napoleão Orsini retornou à sua cidade natal, Roma.
Entretanto, em setembro-outubro de 1306, Orsini, usando seu amplo poder sobre os assuntos italianos, começou a administrar um problema relativo aos dízimos do município de Bassano, no Vêneto, recebendo em Forlì, onde então tinha sua cúria, o enviado dos Bassanesi.
Em 1318 tornou-se cardeal protodiácono e nesta posição anunciou a eleição do Papa Bento XII no final do conclave de 1334.
Durante o cativeiro em Avinhão, porém, mudou de lado, aproximando-se primeiro da família Colonna e, em seguida, não hesitando em testemunhar no julgamento póstumo contra Bonifácio VIII. Ativo diplomaticamente sob os papas Clemente V e João XXII, faleceu em março de 1342, sob o pontificado de Bento XII, aos setenta e nove anos. Sua vida eclesiástica foi muito longa, com cinquenta e quatro anos de cardinalato e participação em seis conclaves.